# Федрегини, Джунио
Джунио Бруто Карло Мария Федрегини (итал. Giunio Bruto Carlo Maria Fedreghini; 30 апреля 1861, Сарнико, Ломбардия — 24 декабря 1945, Сенигаллия, Марке) — итальянский фехтовальщик. Участник летних Олимпийских игр 1900 года.

## Биография
Джунио Федрегини родился 30 апреля 1861 года в итальянской коммуне Сарнико.
Занимался фехтованием в международной школе в Париже.
В 1900 году вошёл в состав сборной Италии на летних Олимпийских играх в Париже. В личном турнире рапиристов в первом раунде фехтовал с Пиотом из Франции, но по решению судей, оценивавших качество фехтования без учёта результата, не попал в следующий этап. В личном турнире шпажистов в группе 1/8 финала занял место ниже второго, дававшего выход в четвертьфинал. В личном турнире саблистов в первом раунде попал в число 16 участников полуфинала по решению судей, оценивавших качество фехтования без учёта результата. В полуфинальной группе занял место ниже четвёртого, дававшего пропуск в финал, уступив, в частности, завоевавшему золото Жоржу де ла Фалезу из Франции и будущему бронзовому призёру Зигфриду Флешу из Австрии.
Вскоре после Олимпиады, возможно, завершил выступления.
Умер 24 декабря 1945 года в итальянском городе Сенигаллия.